# Zemfira Meftachetdinova
Zemfira Meftachetdinova (azeriska: Zemfira Əli qızı Meftahətdinova), född 28 maj 1963 i Baku i dåvarande Sovjetunionen, är en azerisk sportskytt. Vid olympiska sommarspelen 2000 i Sydney vann hon en guldmedalj i skeetskytte och vid OS i Aten 2004 tog hon en bronsmedalj.
Meftachetdinova har också vunnit två världsmästerskap, det första 1995 i Nicosia och det andra 2001 i Kairo.